# Levantón andino

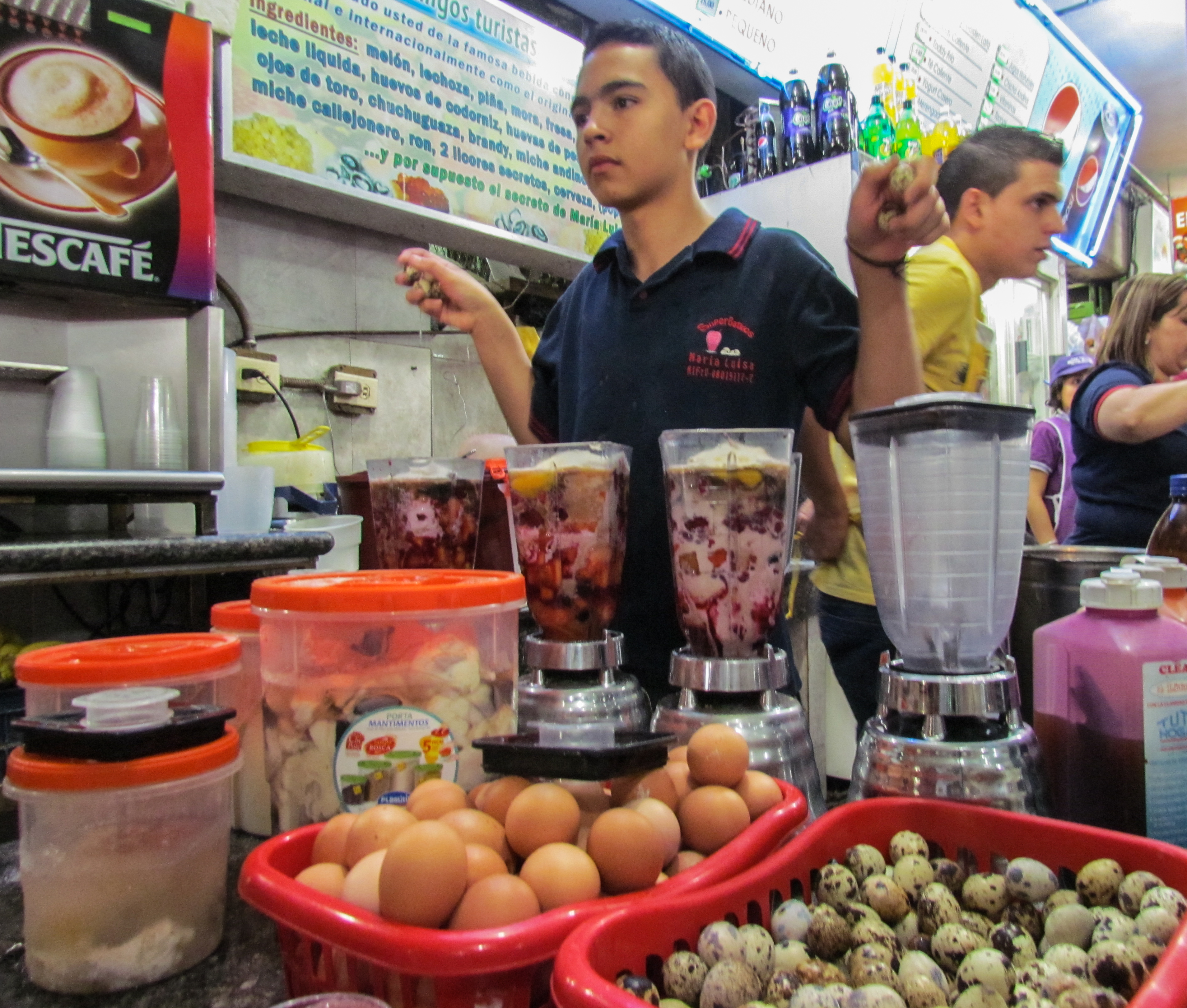
Levantón andino en el Mercado de Mérida

El levantón andino es una bebida constituida por ingredientes naturales y otros brebajes (alcohólicos o semi-alcohólicos). Generalmente tiene un fin afrodisíaco y es una tradición de los pueblos del páramo de la región venezolana, principalmente de Los Andes.

## Ingredientes principales
- Huevos de codorniz.
- Huevos de bagre.
- Huevos de gallina.
- Ojos de toro.
- Fresas.
- Melón.
- Lechosa.
- Piña.
- Mora.
- Brandy.
- Vino tinto.
- Corteza del árbol chuchuguaza.
- Miche.
- Ron.
- Cerveza.
- Cereal.
- Leche.

## Preparación
- Se mezcla todas las frutas que son parte de los ingredientes.
- A esta mezcla se le añade la leche, el cereal, el miche andino, la corteza del árbol chuchuguaza, los huevos y los ojos.
- Finalmente, se le agrega el licor en poca cantidad, según la cantidad a preparar.